# Örjan Fahlström

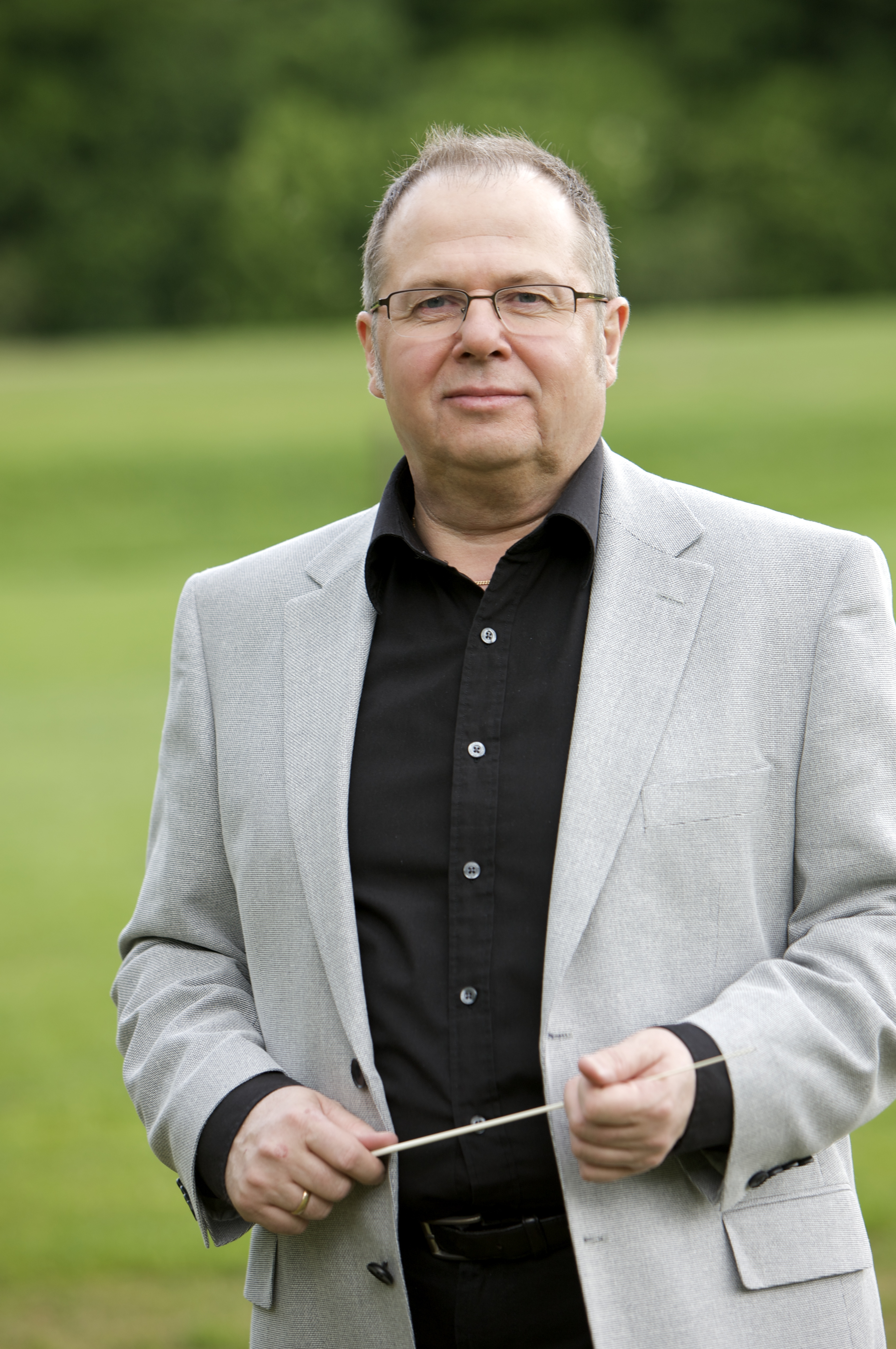
Örjan Fahlström (2004)

Örjan Fahlström (* 21. Juni 1953 in Sandviken) ist ein schwedischer Komponist, Arrangeur und Jazzmusiker (Vibraphon, Marimba, Perkussion).

## Leben
Örjan Fahlström wuchs in Umeå auf. Er studierte zunächst am Framnäs College of Music, bevor er am Kungliga Musikhögskolan in Stockholm zum Komponisten und Dirigenten ausgebildet wurde. Er spielte zunächst in der Rockjazz-Gruppe Kornet, bevor er 1977 die Fahlström International Big Band gründete, in der renommierte Jazz-Solisten wie Benny Bailey, Bobo Stenson, Tim Hagans oder Palle Mikkelborg wirkten. Fahlström war von 1989 bis 1996 künstlerischer Leiter der Norrbotten Big Band. Als Komponist, Vibraphonist und Perkussionist war er Mitglied der Swedish Radio Jazz Group. Darüber hinaus dirigierte er Musicals wie Cats, A Chorus Line oder Cabaret und schrieb eigene Werke dieses Genres. Ab 1990 arbeitete er außerdem regelmäßig als Gastdirigent bei der NDR Bigband, der Estonian Dream Big Band Tallinn und anderen Big Bands im skandinavischen Raum. Er dirigierte auch Sinfoniekonzerte. Außerdem schrieb er Filmmusiken.
2005 wurde Fahlström zum Professor für Komposition an der Kungliga Musikhögskolan i Stockholm (Königliche Musikhochschule) ernannt, wo er als Leiter der Kompositions- und Dirigierabteilung wirkte. 
Mit der hr-Bigband war er einige Jahre als Gastdirigent und Komponist verbunden. Von 2008 bis 2011 leitete er die hr-Bigband.